# Salojärvi
Salojärvi är en sjö i Övertorneå kommun i Norrbotten och ingår i Torneälvens huvudavrinningsområde. Sjön har en area på 0,0447 kvadratkilometer och ligger 212,9 meter över havet. Salojärvi ligger i Torne och Kalix älvsystem Natura 2000-område.

## Delavrinningsområde
Salojärvi ingår i det delavrinningsområde (741066-183337) som SMHI kallar för Mynnar i Ruokojoki. Medelhöjden är 208 meter över havet och ytan är 0,96 kvadratkilometer. Det finns inga avrinningsområden uppströms utan avrinningsområdet är högsta punkten. Vattendraget som avvattnar avrinningsområdet har biflödesordning 4, vilket innebär att vattnet flödar genom totalt 4 vattendrag innan det når havet efter 128 kilometer. Avrinningsområdet består mestadels av skog (79 procent). Avrinningsområdet har 0,05 kvadratkilometer vattenytor vilket ger det en sjöprocent på 4,7 procent.